# 368 v. Chr.
Portal Geschichte | Portal Biografien | Aktuelle Ereignisse | Jahreskalender | Tagesartikel

◄ |
5. Jahrhundert v. Chr. |
4. Jahrhundert v. Chr. |
3. Jahrhundert v. Chr. |
►

◄ | 380er v. Chr. | 370er v. Chr. | 360er v. Chr. | 350er v. Chr. |
340er v. Chr. |
►

◄◄ | ◄ | 371 v. Chr. | 370 v. Chr. | 369 v. Chr. | 368 v. Chr. |
367 v. Chr. |
366 v. Chr. |
365 v. Chr. |
► |
►►

## Ereignisse

### Westliches Mittelmeer
- Servois Cornelius Maluginensis, Spurius Servilius Structus, Lucius Papirius Crassus, Servius Sulpicius Praetextatus, Tiberius Quinctius Cincinnatus Capitolinus und Lucius Veturius Crassus Cicurinus werden römische Militärtribunen.

### Östliches Mittelmeer
- König Alexander II. von Makedonien wird auf Geheiß seines Schwagers Ptolemaios von Aloros während eines Festes ermordet. Sein jüngerer Bruder Perdikkas wird sein Nachfolger; da er aber noch minderjährig ist, wird Ptolemaios zu seinem Regenten ernannt.
- Die Thessalier bitten Theben um Unterstützung gegen den Tyrannen Alexander von Pherai. Theben schickt seinen Feldherrn Pelopidas, der jedoch von Alexander gefangen genommen wird.
- Vertreter der griechischen Stadtstaaten finden sich in Delphi zu einer Friedenskonferenz zusammen. Da sich Sparta jedoch weigert, die Unabhängigkeit von Messenien anzuerkennen, kann keine Einigung gefunden werden.

### Kaiserreich China
siehe Hauptartikel Kaiserreich China
- Han Ai wird neuer Markgraf des Han-Reiches.
- Zhou Xian wird neuer König der Zhou-Dynastie.

## Geboren
- 368/365 v. Chr.: Krates von Theben, griechischer Philosoph († um 288 v. Chr.)

## Gestorben
- Alexander II., König von Makedonien